# 柿並隆幸
柿並 隆幸（かきなみ たかゆき）は、戦国時代の武将。大内氏家臣。父は柿並弘慶。

## 生涯
大内氏庶流の柿並弘慶の子として生まれる。
大永7年（1527年）6月28日に父・弘慶が死去すると、その後を継いで大内義興、義隆、義長に仕えたが、天文23年（1554年）6月5日の折敷畑の戦いで毛利元就の軍と戦い、毛利氏家臣の神保宗内に討ち取られる。子の隆正が後を継いだ。